# Neolentinus ponderosus
Neolentinus ponderosus är en svampart som först beskrevs av O.K. Mill., och fick sitt nu gällande namn av Redhead & Ginns 1985. Neolentinus ponderosus ingår i släktet Neolentinus och familjen Polyporaceae.   Inga underarter finns listade i Catalogue of Life.

## Bildgalleri

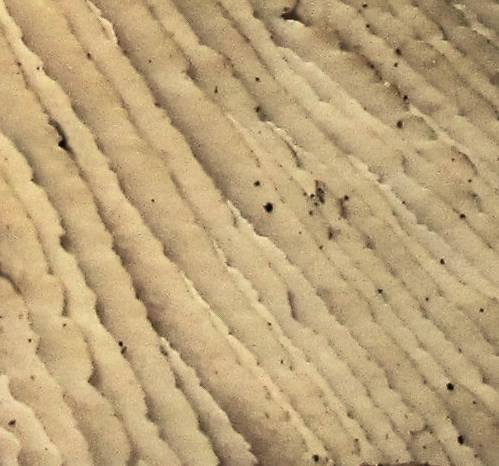
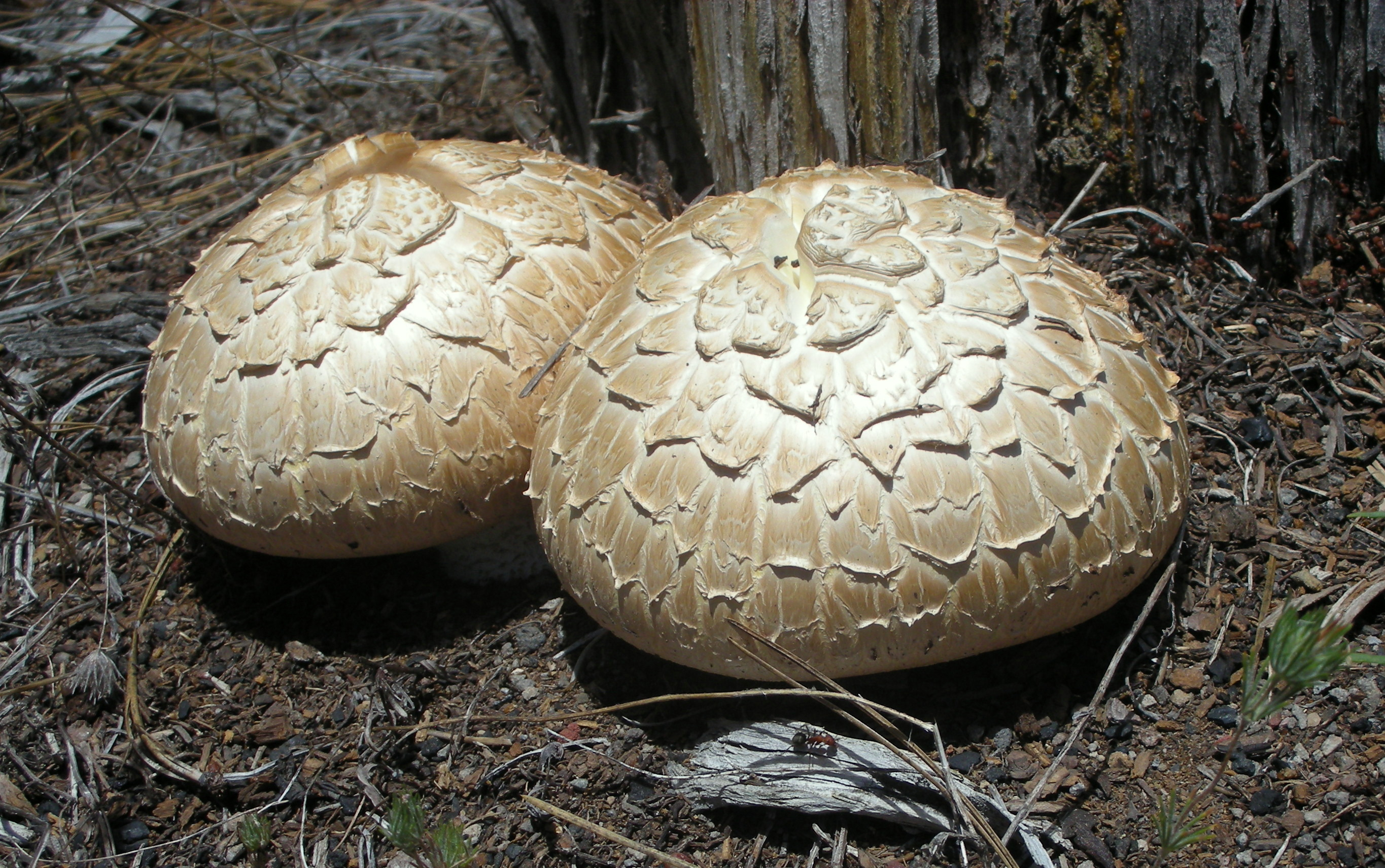